# Acanthopholis
 Acanthopholis  ist eine nur von spärlichen Fossilfunden bekannte Gattung der Vogelbeckensaurier (Ornithischia) aus der Gruppe der Ankylosauria.
Die Funde von Acanthopholis beschränken sich bislang auf einzelne Zähne, Schädelbruchstücke, Knochenplatten, Wirbeln und Teilen der Gliedmaßen, doch ist unsicher, ob sie alle zur gleichen Gattung gehören. Während die Zugehörigkeit zu den Ankylosauriern feststeht, lassen sich kaum nähere Angaben über das Aussehen dieses Dinosauriers machen. Vermutlich war er mit einer Panzerung aus Knochenplatten bedeckt, darüber hinaus waren im Nacken- und Schulterbereich Stacheln vorhanden. Er bewegte sich wie alle Ankylosaurier quadruped fort und war ein Pflanzenfresser.
Die Funde von Acanthopholis stammen aus England und wurden 1867 von Thomas Henry Huxley erstbeschrieben. Der Name leitet sich von den griechischen Wörtern akantha (= „Stachel“ oder „Dorn“) und pholis (=„Schuppe“) ab. Typusart ist A. horridus, weitere beschriebene Arten sind A. eucercus (ein sehr zweifelhafter Fund aus sechs Wirbeln), A. platypus und A. stereocercus. Alle diese Arten gelten heute als nomina dubia.
Die Funde werden in die späte Unter- und frühe Oberkreide (Aptium bis Cenomanium) auf ein Alter zwischen 126 und 94 Millionen Jahren datiert.